# HMS Benbow (1913)
El HMS Benbow fue un acorazado de la Royal Navy, tercero de la clase Iron Duke, que recibía su nombre para honrar la memoria del almirante John Benbow.  
Fue ordenado bajo las estimaciones navales de 1911 y construido en los astilleros William Beardmore and Company, de Glasgow. Fue puesto en grada el 30 de mayo de 1912 y botado el 12 de noviembre de 1913.  Entró al servicio activo en octubre de 1914 tras la rotura de las hostilidades de la Primera Guerra Mundial.
Sirvió durante gran parte del conflicto en la Gran Flota británica y lideró una de sus escuadras en la mayor batalla naval del conflicto, la batalla de Jutlandia en 1916.

## Diseño

### Armamento
Los buques de la clase Iron Duke eran una modificación del diseño previo, la clase King George V de 1911 y tenían un coste en torno a 1 891 600 libras esterlinas.   Estos, fueron los últimos acorazados Dreadnought construidos por la Royal Navy, ya que los buques construidos desde ese momento, fueron conocidos como 'super-dreadnoughts'.  El Benbow portaba un armamento principal de diez piezas de  343 mm montados sobre 5 torres dobles.  Los cañones de 343 mm se habían diseñado inicialmente para los acorazados de la clase Orion y debido a su exitoso diseño se incluyó en las siguientes clases, incluidos los Iron Duke.  Los cañones estaban colocados sobre la línea de crujía del buque, con las torres B y X sobreelevadas a las torres B e Y respectivamente. La torre Q se encontraba situada a mitad del buque, y tenía un arco de tiro restringido a las bandas. Las torres B y X estaban restringidas para disparar directamente sobre las torres A e Y. 
Un cambio más radical, fue el reemplazo de las piezas de 101 mm (4”) de la artillería secundaria por 12 piezas de 152 mm (6”). Lo que le daba la posibilidad de contrarrestar a los grandes destructores y torpederos de la época. El almirante de la flota Jackie Fisher, primer Baron Fisher, se había opuesto a montar las citadas armas por el aumento del precio, y porque creía que con mal tiempo, serían inuties. Cuando el acorazado, entró en la fase final de diseño, Fisher, ya se había retirado, y las armas pesadas se colocaron en casamatas como batería secundaria. Esto tuvo el efecto previsto, y apenas eran útiles con mal tiempo. Se corregir dicha situación, pero la efectividad de la batería secundaría, era limitada.
También estaba armado con tres piezas de 76,2 mm (3”) antiaéreos en su superestructura, que lo convirtieron en la primera clase de acorazado británico en portar armas antiaéreas. El  Benbow también portaba cuatro tubos lanzatorpedos sumergidos de 533 mm (21”)montados a lo largo de sus bandas, pero al contrario que sus predecesores, no los montaban a popa.  Su disparo total a banda, era de 10 piezas de 342 mm, 6 de 152 mm y dos torpedos de 533 mm.

### Blindaje
El blindaje del Benbow era una mejora de los precedentes clase King George V.Usaba un blindaje Krupp. El cinturón blindado principal, era de 305 mm hasta la línea de flotación, que se reducía a 203 mm por debajo de esta. Los mamparos herméticos longitudinales, eran de 203 mm, pero de solo 76,2 mm en las partes más bajas, mientras que los mamparos transversales, solo tenían un grosor de 38.1 mm. Los cuales, se extendían únicamente hasta la sala de motores y municiones. La protección antitorpedo para la sala de calderas, consistía en espacios rellenos de carbón. Las barbetas tenían un blindaje de 254 mm montado externamente, y las torretas, de 280 mm en las caras, que decrecían en los laterales y cubiertas. La cubierta, tenía un blindaje de 63,5 mm para proteger la maquinaria y salas de munición, que se reducía a 25.4 mm en áreas no vitales. Finalmente, el puente de mando, estaba blindado por 280 mm.

### Maquinaria
El diseño de la maquinaria del  Benbow, seguía el diseño de las anteriores clases de  Dreadnought, y consistía en 4 hélices que giraban gracias a turbinas Parsons. Los motores, producían 31.000 Cv. para una velocidad de 21,5 nudos  En sus pruebas de mar, el Benbow excedió estas previsiones, y produjo 32 530 Cv.  podía transportar 3250 toneladas de carbón y 1050 toneladas de aceite, lo que le daba un alcance máximo de 7780 millas a 10 nudos.
Tenía también un pesado mástil trípode que portaba la dirección de tiro. Comparado con sus precedentes de la clase King George V, las chimeneas del Benbow, eran más altas y delgadas. Al contrario que sus gemelos de la clase Iron Duke, no tenía redes antitorpedos, que reducían notablemente la velocidad del buque.

### Construcción y alta en la Royal Navy
El Benbow fue ordenado bajo las estimaciones navales de 1911 y el contrato, se firmó con William Beardmore and Company, de Glasgow. Fue puesto en grada el 30 de mayo de 1912 y botado el 12 de noviembre de 1913.  Fue dado de alta el 7 de octubre de 1914, con lo que se convirtió en el tercero de los Iron Duke tras sus gemelos, HMS Iron Duke y HMS Marlborough.  Su coste, estuvo en torno al 1 891 600 Libras Esterlinas.  Tras ser comisionado, se unió a la cuarta escuadra de combate de la Gran Flota con base en Scapa Flow.

## Carrera

### Primera Guerra Mundial
El Benbow sirvió como buque insignia de la cuarta escuadra hasta junio de 1916. Fue inicialmente insignia del Almirante Douglas Gamble, hasta que fue reemplazado en febrero de 1915 por el  Vicealmirante Sir Doveton Sturdee.  Su comandante, era el Capitán H. W. Parker.
Antes de la batalla de Jutlandia, el Benbow abandonó Scapa Flow con el resto de la Gran Flota bajo el mando de John Jellicoe, el 30 de mayo de 1916.  Lideraba la cuarta división, que se componía de los HMS Bellerophon, HMS Temeraire y HMS Vanguard.  La cuarta división, formaba la columna de buques colocados inmediatamente a estribor del buque insignia de la flota, el Iron Duke bajo el mando de Jellicoe rumbo al sudeste para encontrarse con la alemana Flota de Alta Mar. A las 17:10 del 31 de mayo, el Benbow trasnmitio a Jellicoe en elIron Duke que la Flota de Alta Mar, estaba en el mar con 26-30 acorazados en ruta, lo que indicaba que el almirante alemán, se enfrentaba a ellos con todo lo disponible 18 acorazados tipo Dreadnought y 10 pre-Dreadnoughts.
El Benbow abrió fuego a las 18:30 con salvas intermitentes sobre el líder de la formación alemana, un miembro de la König. La baja visibilidad, le hizo cesar el fuego 10 minutos después, después de haber disparado seis salvas dobles con su torre de proa, giró a estribor liderando a la cuarta división para parar al HMS Invincible mientras se hundía por la explosión de su munición.  El giro, le permitió volver a avistar a la flota alemana, por lo que a las 19:09 volvió a abrir fuego con su batería de 152 mm sobre los destructores alemanes de la tercera flotilla 7300 m, ya que pensaban que intentaban realizar sobre el acorazado un ataque con torpedos. Cuando lo que intentaban, era rescatar a la tripulación del crucero ligero SMS Wiesbaden, que había sido hundido antes de su destrucción por el HMS Invincible, y se encontraba en ese momento bajo el fuego de la Gran Flota. El Benbow fijó después su atención sobre las sexta y novena flotillas de destructores, que en esos momentos, comenzaban a lanzar ataques con sus torpedos..
A las 19:17 el Benbow abrió fuego sobre el  Derfflinger con dos salvas de sus torres de proa. Los proyectiles, pasaron sobre el buque, y el Benbow reajusto su armamento para apuntar 1400 m más corto a la vez, intentaba girar para disparar también sus armas de popa. Y consiguió un impacto sobre el crucero alemán. Cesó el fuego a las 19:24 por la baja visibilidad causada por el humo de los destructores alemanes durante sus ataques con torpedos. La Flota de Alta Mar alemana, se disgregó y comenzó a huir hacia el sur. A las 20:10 tuvieron lugar escaramuzas entre los destructores V46 y V69, y la segunda escuadra de cruceros ligeros y el Benbow, en el cual, el  Benbow disparó una salva de 152 mm y una salva de su torre B. posteriormente los buques alemanes, se retiraron. Este, fue el último contacto del Benbow con el enemigo en el conflicto. El acorazado, retornó con el resto de la flota a Scapa Flow. En total, el Benbow disparó 40 rondas de 343 mm y 60 rondas de 152 mm. El Benbow, resultó sin daños ni bajas.
Permaneció el resto de la guerra anclado con la cuarta división en su Puerto base de Scapa Flow, o realizando maniobras de rutina en patrullas en el mar del Norte.

### Postguerra
En 1919 el Benbow fue desplegado en el mar Mediterráneo, y posteriormente en el mar Negro en una escuadra de apoyo al movimiento blanco en la  Guerra Civil Rusa. Realizó algunos bombardeos de costa hasta que abandono la escuadra en 1920 coincidiendo con la caída del movimiento blanco. Posteriormente, tomo parte de la flota del Mediterráneo hasta 1926. El capitán del  Benbow entre  1921 y 1923 fue James Fownes Somerville, posteriormente Sir James Fownes Somerville, almirante de la flota.
El Benbow abandonó el Mediterráneo en 1926 y se unió a la flota del Atlántico hasta 1929, cuando fue destinado a la flota de reserva. Fue desarmado en 1930 bajo los términos del  Tratado Naval de Londres y puesto en una lista de desactivación. El Benbow fue vendido para desguace en enero de 1931 y desguazado en marzo de 1931 por Metal Industries, de Rosyth.